# مسيرة غوش إيمونيم في الضفة الغربية في أبريل 1976
في إبريل/نيسان 1976، نظمت حركة غوش إيمونيم القومية اليمينية المتطرفة في إسرائيل مسيرة استمرت يومين عبر الضفة الغربية المحتلة. وشارك في المسيرة نحو 20 ألف شخص من أنصار حركة غوش إيمونيم، مطالبين بحقهم في الاستيطان في الأراضي الفلسطينية المحتلة. وأثارت المسيرة احتجاجات مضادة من قبل الفلسطينيين، قُتل خلالها فلسطيني برصاص الجيش الإسرائيلي.

## الخلفية
بعد أن انتصرت في حرب 1967، احتلت إسرائيل الضفة الغربية وقطاع غزة. كان الاحتلال مثيرًا للجدل، حيث اتُهمت إسرائيل بانتهاك القانون الدولي، فضلاً عن ارتكاب انتهاكات لحقوق الإنسان والفصل العنصري ضد الفلسطينيين. كما شجعت الحكومة الإسرائيلية بشكل نشط إنشاء وتنمية المستوطنات الإسرائيلية في فلسطين. كما اتُهمت منظمة التحرير الفلسطينية، وهي جماعة مظلة تمثل أبرز الميليشيات الوطنية الفلسطينية المسلحة في النصف الثاني من القرن العشرين، ومعظمها يسارية وعلمانية، بارتكاب عدد من انتهاكات حقوق الإنسان وشن حملة إرهابية ضد الإسرائيليين.

## الأحداث

### مقدمة
ارتفعت حدة التوتر في الأراضي الفلسطينية المحتلة خلال ربيع 1976.
وفي شهر مارس/آذار، أعلنت الحكومة الإسرائيلية أنها ستصادر 20 ألف دونم من الأراضي في شمال إسرائيل والتي تعود ملكيتها لمواطنين عرب في إسرائيل، وذلك ضمن سياساتها التهويدية في الجليل. وردًا على عملية الاستيلاء، اندلعت موجة احتجاجات جماهيرية واسعة النطاق في مختلف أنحاء إسرائيل وفلسطين، حيث أعلن المواطنون العرب في إسرائيل إضرابًا عامًا، ونظم الفلسطينيون في الأراضي المحتلة احتجاجات تضامنية. ونشرت الحكومة الإسرائيلية قوات الاحتلال الإسرائيلية ردًا على الاحتجاجات، مما أدى إلى مقتل ستة مواطنين عرب في إسرائيل بالرصاص.
وفي منتصف شهر إبريل/نيسان، سمحت الإدارة العسكرية الإسرائيلية للفلسطينيين في الضفة الغربية بإجراء الانتخابات المحلية في الضفة الغربية عام 1976. وقد أسفرت الانتخابات عن فوز كبير للمرشحين التابعين لمنظمة التحرير الفلسطينية، مما أدى إلى ظهور قيادة فلسطينية محلية أصغر سنا وأكثر وطنية وجذرية. وقد صدمت النتائج الحكومة الإسرائيلية، التي لم تكن تتوقع مثل هذا النصر، فسارعت الحكومة إلى تحذير المرشحين المنتخبين حديثاً من استخدام مناصبهم للتحدث عن الصراع الإسرائيلي الفلسطيني.
وشهد شهر إبريل/نيسان 1976 أيضاً مناقشات هامة داخل الحكومة الإسرائيلية حول كيفية التعامل مع قضية مستوطنة كيدوميم المستمرة في الضفة الغربية. كانت المستوطنة التي أنشأها أعضاء غوش إيمونيم بشكل غير قانوني في أواخر عام 1975، قد أعلنت أنها مستعدة لمقاومة الجيش الإسرائيلي بعنف إذا حاول الجيش إزالتهم، مما أدى إلى منحهم الحكومة إذنًا مؤقتًا للبقاء في مكانهم. وفقًا لصحيفة نيويورك تايمز، أصبحت المستوطنات «القضية السياسية الرئيسية في إسرائيل. وتُوصف بأنها قنبلة سياسية موقوتة يمكن أن تنفجر بسهولة وتؤدي إلى إسقاط حكومة رئيس الوزراء إسحاق رابين»، في حين أنها قضية «»أثارت تساؤلات حول السياسة الإسرائيلية العامة في الأراضي المحتلة.

### مسيرة غوش إيمونيم
وفي 11 أبريل/نيسان، عقد مجلس الوزراء الإسرائيلي اجتماعا لمناقشة المسيرة المخطط لها، حيث اقترح بعض وزراء حزب المابام حظرها. لكن مجلس الوزراء صوت إلى حد كبير ضد حظر المسيرة، حيث صوت وزيران فقط من حزب مبام (وزير الصحة فيكتور شيم طوف ‏ ووزير الهجرة شلومو روزن ) لصالح الحظر، بينما امتنع الوزراء الليبراليون المستقلون ‏ عن التصويت. خلال الاجتماع، ادعى وزير الدفاع شمعون بيريز أن زعماء غوش إيمونيم قدموا تأكيدات شخصية بأن المسيرة لن تحاول إنشاء مستوطنة بمجرد وصولها إلى وجهتها النهائية في أريحا، على الرغم من أن غوش إيمونيم تقدمت سابقًا بطلب إلى الحكومة للحصول على إذن لإنشاء مستوطنة في أريحا.
انطلقت المسيرة فجر الأحد 18 أبريل/نيسان، بالتزامن مع عيد الفصح، بمشاركة أكثر من 20 ألف مشارك انطلاقا من مستوطنة بيت إيل. أعلن المتظاهرون أن لليهود «حقًا غير قابل للتصرف» في الاستقرار في الضفة الغربية، حيث أعلن زعيم غوش إيمونيم موشيه ليفينغر أن «أرض إسرائيل بأكملها ملك للشعب اليهودي وأعتقد أنه يجب علينا الاستمرار في بناء المستوطنات هنا». وبينما كانوا يسيرون، لوحوا بالأعلام الإسرائيلية ورددوا الأغاني القومية، وعرض بعض المتظاهرين صورًا لليهود السوفييت المسجونين، وحمل بعضهم أسلحة. شارك في المسيرة زفولون هامر، عضو الكنيست عن الحزب الديني القومي ووزير الرعاية الاجتماعية في حكومة رابين.
وأقام المتظاهرون بعد ذلك معسكرًا لقضاء الليل في سبسطية. انسحب بعض المشاركين في المسيرة وعادوا إلى منازلهم أثناء الليل بسبب المطر. وفي اليوم التالي، استمرت المسيرة نحو أريحا. ونشر الجيش الإسرائيلي جنوده لحراسة مسار المسيرة أثناء تقدمها، وفرض حظر التجوال في وسط أريحا لمنع السكان من التظاهر ضد المسيرة. ولم يتظاهر سكان الأحياء الخارجية لمدينة أريحا ضد المسيرة، وانتهت المسيرة في نهاية المطاف بسلام.

### الاحتجاجات الفلسطينية
وتزامن اليوم الأول من مسيرة غوش إيمونيم مع جنازة فلسطينيين اثنين قتلا في الأيام السابقة في حوادث مرتبطة بالانتخابات المحلية في الضفة الغربية عام 1976. وكان أحد الفلسطينيين، خليل عيسى البالغ من العمر 42 عاماً، قد قُتل على يد مرشح مناهض لمنظمة التحرير الفلسطينية لم يتمكن من الفوز بمقعد في الانتخابات. وفي أعقاب ذلك، اندلعت مظاهرة في رام الله احتجاجا على مقتل عيسى، وقررت الحكومة الإسرائيلية إرسال قواتها إليها. وأثار نشر الجنود اضطرابات كبيرة، حيث رشق المتظاهرون الجنود بالحجارة وتطورت اشتباكات بين عدد من الجنود والمتظاهرين. خلال الاشتباك، أطلق أحد الجنود النار عن طريق الخطأ، مما أدى إلى مقتل الطفل جميل حميس البالغ من العمر 6 سنوات. وانتهت الاضطرابات عندما نجح رئيس البلدية المؤيد لمنظمة التحرير الفلسطينية كريم خلف في إقناع القائد الإسرائيلي بسحب القوات.
ورفع الفلسطينيون الذين شاركوا في جنازة عيسى وخميس لافتات معارضة لمسيرة غوش إيمونيم خلال الجنازة، وحاولوا تنظيم مظاهرة ضد المسيرة في الساحة الرئيسية في رام الله بعد الجنازة، لكن جنود الاحتلال منعوهم وأطلقوا النار تحذيريا قبل أن يتمكنوا من الوصول إلى الساحة. كما تحرك الجنود الإسرائيليون لتفريق المظاهرات الفلسطينية في 18 أبريل ضد المسيرة في نابلس، باستخدام الغاز المسيل للدموع، وفي جنين.
وفي 19 أبريل/نيسان، نُظمت مظاهرات فلسطينية أخرى ضد المسيرة، بما في ذلك مظاهرة في طولكرم، وإضرابات مدرسية نظمها تلاميذ المدارس الثانوية المحلية. وفي جنين، اندلعت مظاهرة أخرى أمام مبنى البلدية، قبل أن يقوم جنود الاحتلال بتفريقها بالقوة، ما أدى إلى إصابة أحد المتظاهرين برصاصة في كتفه. وزعم الجيش الإسرائيلي أن المتظاهرين ألقوا الحجارة ورفضوا التفرق طواعية، وفرض على إثر ذلك حظر التجول على أجزاء من جنين. كما فرقت قوات الاحتلال بالقوة مظاهرة في نابلس. وبينما كانوا يقومون بتفريق المظاهرة، حاولت مجموعة من الجنود ملاحقة بعض المتظاهرين إلى أحد الأزقة، إلا أنهم وجدوا أنفسهم محاصرين في الزقاق من قبل المتظاهرين، الذين بدأوا بإلقاء الحجارة عليهم. أطلق الجنود النار ليتمكنوا من التراجع، ما أدى إلى إصابة اثنين من راشقي الحجارة ومقتل أحدهما وهو سيد طاهر جبع البالغ من العمر 55 عاماً.
وتواصلت الاحتجاجات الفلسطينية ضد المسيرة حتى اليوم التالي لانتهاء المسيرة، في 20 نيسان/أبريل. وأصيب ثلاثة متظاهرين في نابلس ذلك اليوم عندما حاول جنود الاحتلال تفريق مظاهرة رشقت الجنود بالحجارة. اعتقلت قوات الاحتلال الإسرائيلي 19 متظاهرا في طولكرم، وأدانتهم محكمة عسكرية إسرائيلية في اليوم نفسه بتهمة انتهاك أمر حظر التجوال، وحكمت عليهم بالسجن ثمانية أشهر وغرامة مالية قدرها 6000 شيكل إسرائيلي جديد. حاول بعض أصحاب المحلات التجارية تنفيذ إضراب تجاري، إلا أن الجيش قام بكسر أقفال محلاتهم لإجبارهم على فتحها. أصيب ثلاثة من رجال الشرطة الإسرائيلية بالحجارة في القدس الشرقية، بعد تفريق مسيرة لطالبات المدارس.
في الأيام الأولى من شهر مايو/أيار 1976، حظرت الحكومة الإسرائيلية مسيرة فلسطينية من رام الله إلى القدس، والتي كان من المخطط أن تكون رداً على مسيرة غوش إيمونيم. ولمنع المسيرة، أغلقت قوات الاحتلال الإسرائيلي مدينة رام الله، ومنعت سكان المدن الأخرى من دخول المدينة للمشاركة في المسيرة، كما منع الصحافيين من الدخول لتغطية المسيرة. كما تحركت القوات العسكرية لتفريق التجمعات بالقوة داخل رام الله بالقرب من نقطة انطلاق المسيرة المقررة.

## ردود الفعل
في العشرين من أبريل، قام رئيس الوزراء الإسرائيلي إسحاق رابين بزيارة إلى المستوطنات في وادي الأردن، وأعلن خلال الزيارة أن المستوطنات «ستبقى هنا لفترة طويلة». أدان وزير العدل حاييم يوسف صادوق، من حزب العمل الذي ينتمي إليه رابين، المسيرة.
وفي 19 أبريل/نيسان، نظم اليهود الأميركيون في نيويورك مظاهرتين حول موضوع المسيرة. أقيمت إحدى المظاهرات في ساحة داغ همرشولد ‏ لدعم مسيرة غوش إيمونيم، وتضمنت كلمات ألقاها رئيس المجلس الحاخامي الأمريكي ‏ فابيان شونفيلد، ورئيس المعهد العبري في ريفرديل ‏ آفي فايس، والأستاذ في جامعة برينستون بنيامين فرانكل. المظاهرة الأخرى كانت تعارض مسيرة غوش إيمونيم،  نظمها الاتحاد الصهيوني الاشتراكي في حديقة رالف بانش. كما أصدر بريرا بيانًا يعارض المسيرة، ووقع عليه يواكيم برنز من المؤتمر العالمي للمنظمات اليهودية، وديفيد تولين من الاتحاد الصهيوني في فيلادلفيا، وماكس تيكتين من بني بريث، وبلفور بريكنر ‏ من اتحاد الجماعات العبرية الأمريكية.

## الآثار
وفي الأسبوع الذي تلا المسيرة، عقد مؤتمر إسرائيلي في عين فيرد تحت عنوان المستوطنون من أجل المستوطنات ودعا إلى زيادة المستوطنات، وكان من بين المتحدثين أرييل شارون، ومائير زوريا ‏، ودان لانر ‏. ظلت قضية مستوطنة كيدوميم محل نقاش، حيث أصدرت الحكومة الإسرائيلية بيانًا سياسيًا في أوائل مايو/أيار 1976 لنقل المستوطنة إلى موقع جديد داخل الضفة الغربية بناءً على اختيار الحكومة.
اندلعت موجتان أخريان من الاضطرابات في الضفة الغربية في مايو 1976، بدءًا باحتجاجات يوم العمال العالمي ثم الاحتجاجات ضد يوم الاستقلال الإسرائيلي، والتي قُتل خلالها العديد من المتظاهرين الفلسطينيين على يد القوات الإسرائيلية.